# John Cassidy (journaliste)
Pour les articles homonymes, voir John Cassidy (homonymie) et Cassidy.
John Cassidy est un journaliste né en Angleterre en 1963. Il est journaliste au New Yorker. Il est spécialisé en économie et en politique américaine. 

## Publications
- 2002 : (en) Dot.con : the greatest story ever sold,  HarperCollins
- 2009 : (en) How Markets Fail: The Logic of Economic Calamities, Farrar, Straus and Giroux